# Žehušice
Žehušice (deutsch: Sehuschitz) liegt im Okres Kutná Hora in der Region Mittelböhmen in Tschechien.
Zu Žehušice gehört das Schloss Žehušice (siehe Liste). Bei diesem Schloss liegt ein Park, der als Naturdenkmal gilt. Der Tiergarten Žehušice war u. a. Drehort für den 1990/91 gedrehten Film Das Geheimnis der weißen Hirsche.

## Gemeindegliederung
Der Městys Žehušice besteht aus den Ortsteilen und Katastralbezirken Bojmany und Žehušice.

## Söhne und Töchter des Ortes
- Giovanni Punto (1746–1803), böhmischer Hornist, Violinist und Komponist.

## Einzelnachweise

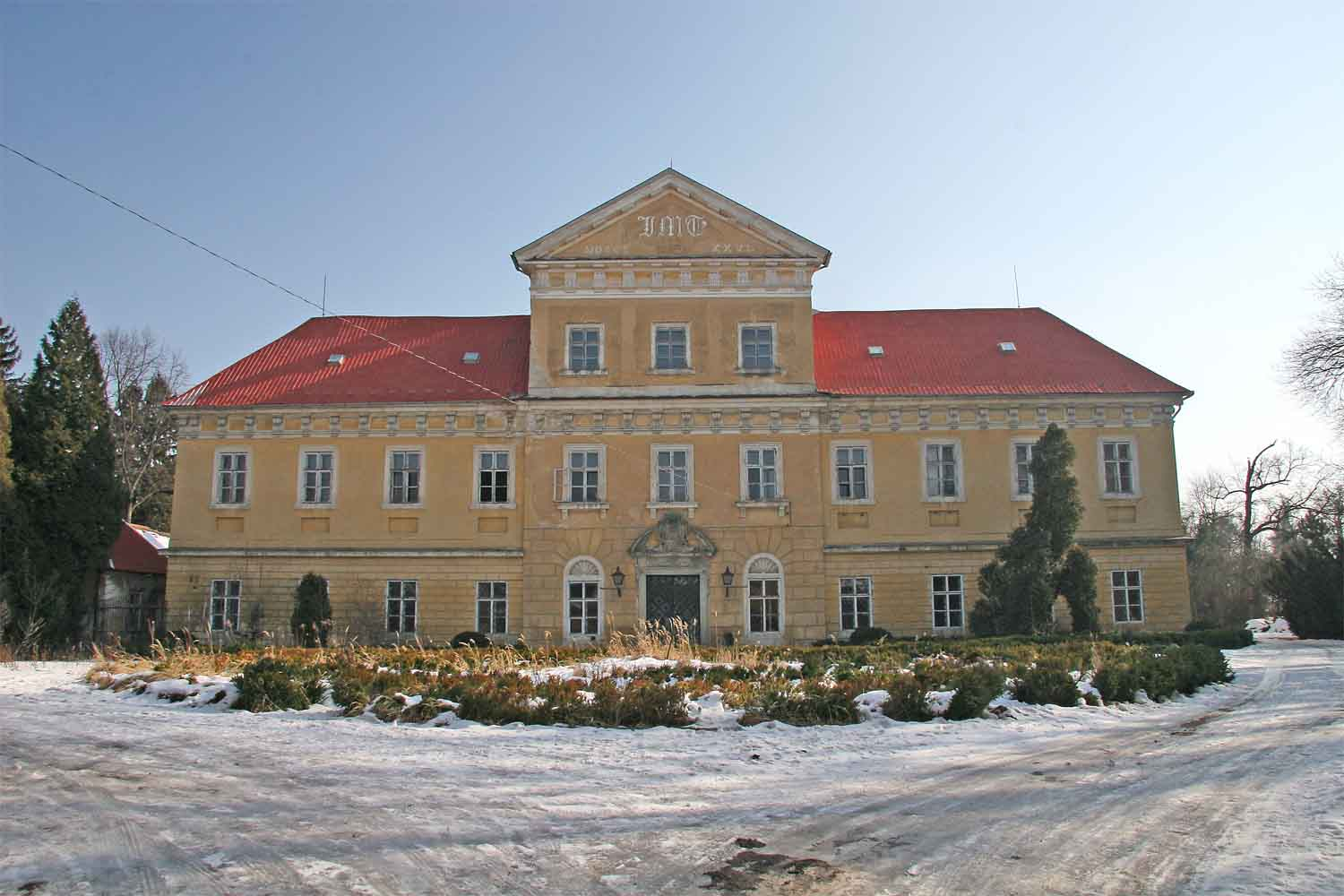
Schloss Žehušice (Sehuschitz)